# Vuelta a Murcia 2010
La Vuelta a Murcia 2010, trentesima edizione della corsa, valida come prova del circuito UCI Europe Tour 2010 categoria 2.1, si svolse in cinque tappe dal 3 al 7 marzo 2010, con percorso di 645,9 km complessivi da San Pedro del Pinatar a Murcia. Fu vinta dal ceco František Raboň, del Team HTC-Columbia, che si impose in 16 ore 1 minuto e 24 secondi, alla media di 40,3 km/h.
Al traguardo di Murcia 100 ciclisti completarono la competizione.

## Tappe
| Tappa  | Data    | Percorso                                                | km    | Vincitore di tappa | Leader cl. generale |
| ------ | ------- | ------------------------------------------------------- | ----- | ------------------ | ------------------- |
| 1ª     | 3 marzo | San Pedro del Pinatar > San Pedro del Pinatar           | 166,5 | Robert Hunter      | Robert Hunter       |
| 2ª     | 4 marzo | Calasparra > Caravaca de la Cruz                        | 169,8 | Robert Hunter      | Robert Hunter       |
| 3ª     | 5 marzo | Las Torres de Cotillas > Alhama de Murcia               | 166,5 | Luke Roberts       | Josep Jufré         |
| 4ª     | 6 marzo | Alhama de Murcia > Alhama de Murcia (Cron. individuale) | 22    | František Raboň    | František Raboň     |
| 5ª     | 7 marzo | Murcia > Murcia                                         | 121,1 | Theo Bos           | František Raboň     |
| Totale | Totale  | Totale                                                  | 645,9 |                    |                     |

## Squadre e corridori partecipanti
| N.    | Cod. | Squadra                       |
| ----- | ---- | ----------------------------- |
| 1-7   | RAB  | Rabobank                      |
| 11-17 | AST  | Astana                        |
| 21-27 | THR  | Team HTC-Columbia             |
| 31-37 | GRM  | Garmin-Transitions            |
| 41-47 | MRM  | Team Milram                   |
| 51-57 | RSH  | Team RadioShack               |
| 61-67 | SKY  | Sky Professional Cycling Team |
| 71-77 | CTT  | Cervélo TestTeam              |

| N.      | Cod. | Squadra                      |
| ------- | ---- | ---------------------------- |
| 81-87   | CCC  | CCC-Polsat Polkowice         |
| 91-97   | VAC  | Vacansoleil Pro Cycling Team |
| 101-107 | CJR  | Caja Rural                   |
| 111-117 | EDR  | Endura Racing                |
| 121-127 | APP  | Team NetApp                  |
| 131-137 | ESP  | Spagna                       |
| 141-147 | DEU  | Germania                     |
| 151-157 | RUS  | Russia                       |

## Dettagli delle tappe

### 1ª tappa
- 3 marzo: San Pedro del Pinatar > San Pedro del Pinatar – 166,5 km

Risultati
| Pos. | Corridore      | Squadra      | Tempo    |
| ---- | -------------- | ------------ | -------- |
| 1    | Robert Hunter  | Garmin       | 4h15'40" |
| 2    | Graeme Brown   | Rabobank     | s.t.     |
| 3    | Vicente Reynés | HTC-Columbia | s.t.     |

| Pos. | Corridore      | Squadra      | Tempo    |
| ---- | -------------- | ------------ | -------- |
| 1    | Robert Hunter  | Garmin       | 4h15'40" |
| 2    | Graeme Brown   | Rabobank     | s.t.     |
| 3    | Vicente Reynés | HTC-Columbia | s.t.     |

### 2ª tappa
- 4 marzo: Calasparra > Caravaca de la Cruz – 169,8 km

Risultati
| Pos. | Corridore      | Squadra      | Tempo    |
| ---- | -------------- | ------------ | -------- |
| 1    | Robert Hunter  | Garmin       | 4h20'12" |
| 2    | Graeme Brown   | Rabobank     | s.t.     |
| 3    | Vicente Reynés | HTC-Columbia | s.t.     |

| Pos. | Corridore      | Squadra      | Tempo    |
| ---- | -------------- | ------------ | -------- |
| 1    | Robert Hunter  | Garmin       | 8h35'52" |
| 2    | Graeme Brown   | Rabobank     | s.t.     |
| 3    | Vicente Reynés | HTC-Columbia | s.t.     |

### 3ª tappa
- 5 marzo: Las Torres de Cotillas > Alhama de Murcia – 166,5 km

Risultati
| Pos. | Corridore      | Squadra     | Tempo    |
| ---- | -------------- | ----------- | -------- |
| 1    | Luke Roberts   | Team Milram | 4h16'47" |
| 2    | Sergej Lagutin | Vacansoleil | s.t.     |
| 3    | Josep Jufré    | Astana      | s.t.     |

| Pos. | Corridore       | Squadra      | Tempo     |
| ---- | --------------- | ------------ | --------- |
| 1    | Josep Jufré     | Astana       | 12h52'39" |
| 2    | Luke Roberts    | Team Milram  | s.t.      |
| 3    | František Raboň | HTC-Columbia | s.t.      |

### 4ª tappa
- 6 marzo: Alhama de Murcia > Alhama de Murcia – Cronometro individuale – 22 km

Risultati
| Pos. | Corridore       | Squadra      | Tempo  |
| ---- | --------------- | ------------ | ------ |
| 1    | František Raboň | HTC-Columbia | 25'10" |
| 2    | Denis Men'šov   | Rabobank     | a 33"  |
| 3    | Bradley Wiggins | SKY          | a 48"  |

| Pos. | Corridore       | Squadra      | Tempo     |
| ---- | --------------- | ------------ | --------- |
| 1    | František Raboň | HTC-Columbia | 13h17'49" |
| 2    | Denis Men'šov   | Rabobank     | a 38"     |
| 3    | Bradley Wiggins | SKY          | a 53"     |

### 5ª tappa
- 7 marzo: Murcia > Murcia – 121,1 km

Risultati
| Pos. | Corridore     | Squadra     | Tempo    |
| ---- | ------------- | ----------- | -------- |
| 1    | Theo Bos      | Cervélo     | 2h43'35" |
| 2    | Graeme Brown  | Rabobank    | s.t.     |
| 3    | Daniel Schorn | Team NetApp | s.t.     |

| Pos. | Corridore       | Squadra      | Tempo     |
| ---- | --------------- | ------------ | --------- |
| 1    | František Raboň | HTC-Columbia | 16h01'24" |
| 2    | Denis Men'šov   | Rabobank     | a 38"     |
| 3    | Bradley Wiggins | SKY          | a 53"     |

## Evoluzione delle classifiche
| Tappa              | Vincitore          | Classifica generale | Classifica a punti | Classifica scalatori | Classifica sprint | Classifica a squadre         |
| ------------------ | ------------------ | ------------------- | ------------------ | -------------------- | ----------------- | ---------------------------- |
| 1ª                 | Robert Hunter      | Robert Hunters      | Robert Hunters     | Lieuwe Westra        | Alexandre Blain   | Vacansoleil Pro Cycling Team |
| 2ª                 | Robert Hunter      | Robert Hunters      | Robert Hunters     | Sergej Lagutin       | Alexandre Blain   | Vacansoleil Pro Cycling Team |
| 3ª                 | Luke Roberts       | Josep Jufré         | Robert Hunters     | Sergej Lagutin       | Alexandre Blain   | Vacansoleil Pro Cycling Team |
| 4ª                 | František Raboň    | František Raboň     | Graeme Brown       | Lieuwe Westra        | Alexandre Blain   | Rabobank                     |
| 5ª                 | Theo Bos           | František Raboň     | Graeme Brown       | Lieuwe Westra        | Alexandre Blain   | Rabobank                     |
| Classifiche finali | Classifiche finali | František Raboň     | Graeme Brown       | Lieuwe Westra        | Alexandre Blain   | Rabobank                     |

## Classifiche finali

### Classifica generale
| Pos. | Corridore         | Squadra      | Tempo     |
| ---- | ----------------- | ------------ | --------- |
| 1    | František Raboň   | HTC-Columbia | 16h01'24" |
| 2    | Denis Men'šov     | Rabobank     | a 38"     |
| 3    | Bradley Wiggins   | Sky          | a 53"     |
| 4    | Andreas Klöden    | RadioShack   | a 57"     |
| 5    | Josep Jufré       | Astana       | a 1'21"   |
| 6    | Stef Clement      | Rabobank     | a 1'23"   |
| SQ   | Lance Armstrong   | RadioShack   | s.t.      |
| 8    | Pieter Weening    | Rabobank     | a 1'41"   |
| 9    | Luke Roberts      | Team Milram  | a 1'42"   |
| 10   | Tomasz Marczyński | CCC-Polsat   | a 1'59"   |

### Classifica a punti
| Pos. | Corridore       | Squadra      | Punti |
| ---- | --------------- | ------------ | ----- |
| 1    | Graeme Brown    | Rabobank     | 60    |
| 2    | František Raboň | HTC-Columbia | 35    |
| 3    | Daniel Schorn   | Team NetApp  | 35    |
| 4    | Denis Men'šov   | Rabobank     | 34    |
| 5    | Josep Jufré     | Astana       | 32    |

### Classifica scalatori
| Pos. | Corridore      | Squadra     | Punti |
| ---- | -------------- | ----------- | ----- |
| 1    | Lieuwe Westra  | Vacansoleil | 30    |
| 2    | Wout Poels     | Vacansoleil | 22    |
| 3    | Stefan Denifl  | Cervélo     | 22    |
| 4    | Sergej Lagutin | Vacansoleil | 20    |
| 5    | Pieter Weening | Rabobank    | 8     |

### Classifica sprint
| Pos. | Corridore       | Squadra       | Punti |
| ---- | --------------- | ------------- | ----- |
| 1    | Alexandre Blain | Endura Racing | 12    |
| 2    | Lieuwe Westra   | Vacansoleil   | 5     |
| 3    | Sergej Lagutin  | Vacansoleil   | 3     |
| 4    | Philip Deignan  | Cervélo       | 3     |
| 5    | Oleh Čužda      | Caja Rural    | 2     |

### Classifica a squadre
| Pos. | Squadra           | Tempo     |
| ---- | ----------------- | --------- |
| 1    | Rabobank          | 48h07'49" |
| 2    | Team RadioShack   | a 22"     |
| 3    | Astana            | a 2'16"   |
| 4    | Vacansoleil       | a 2'30"   |
| 5    | Team HTC-Columbia | a 3'04"   |